# مینورو کوشیبیکی
مینورو کوشیبیکی (ژاپنی: 櫛引 実؛ زادهٔ ۱۰ ژوئن ۱۹۶۷) یک بازیکن فوتبال اهل ژاپن است.
از باشگاه‌هایی که در آن بازی کرده‌است می‌توان به باشگاه فوتبال هوکایدو کونسادول ساپورو، باشگاه فوتبال توکوشیما ورتیس، باشگاه فوتبال کیوتو سانگا و باشگاه فوتبال آویسپا فوکوئوکا اشاره کرد.